# Cogumelo comestível

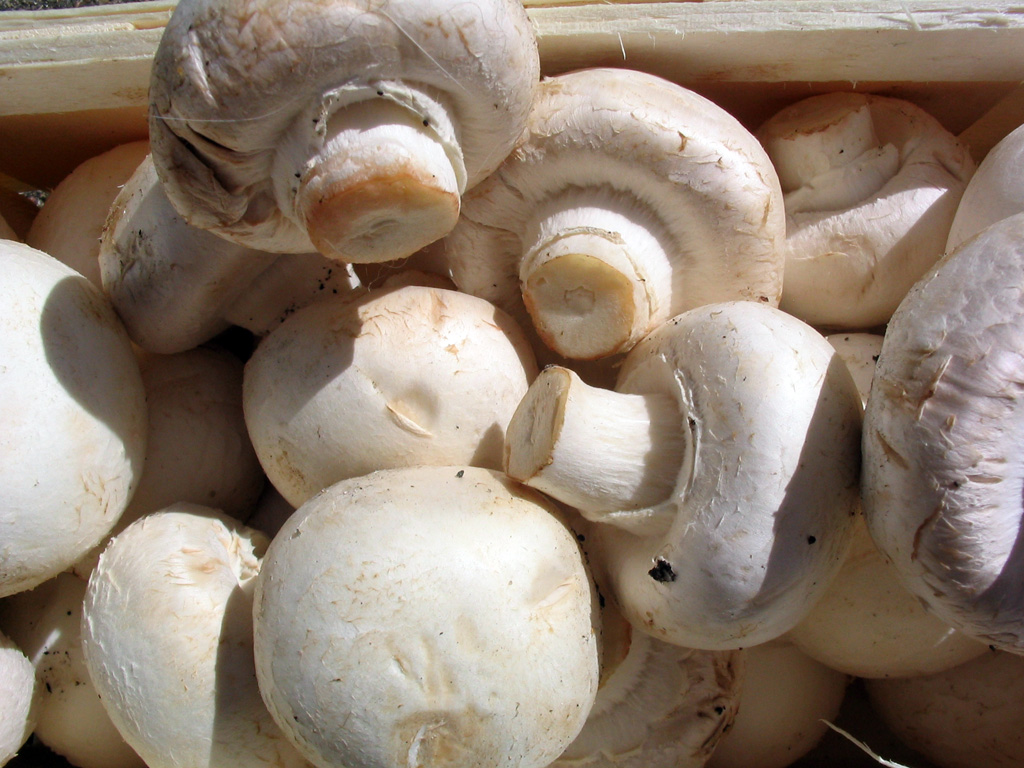
Cogumelos brancos prontos a cozinhar. Apesar de comuns, são apenas um dos muitos tipos de cogumelos cultivados e consumidos.

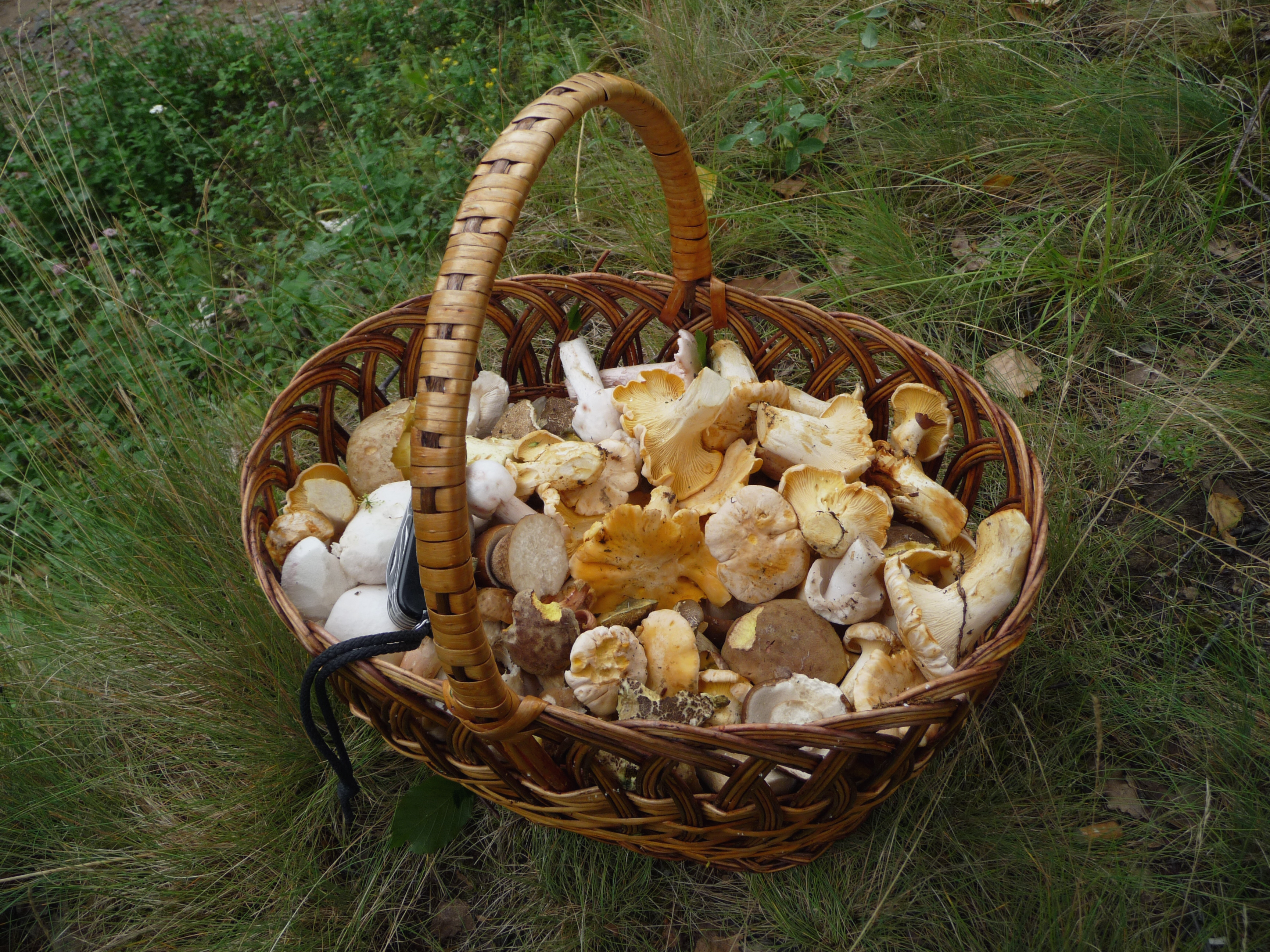
Cesta com cogumelos comestíveis.

Os cogumelos comestíveis são os corpos frutíferos de várias espécies de fungos. Pertencem aos macrofungos, pois as suas estruturas frutíferas são suficientemente grandes para serem vistas a olho nu. Podem surgir tanto sob o solo (hipógeos) ou acima dele (epígeos) onde podem ser apanhados com a mão. A comestibilidade pode ser definida por critérios que incluem a ausência de efeitos tóxicos no seres humanos, e aroma e sabor desejáveis. Segundo alguns relatos, apenas 10% de todos os cogumelos serão comestíveis.
Os cogumelos comestíveis são consumidos pelos seres humanos pelo seu valor nutricional e ocasionalmente pelo seu valor medicinal. Os cogumelos consumidos por razões de saúde são conhecidos como cogumelos medicinais. Por outro lado, os cogumelos alucinogénicos (como Psilocybe) são ocasionalmente consumidos com fins recreativos ou religiosos, podendo causar náusea e desorientação severas, pelo que não são geralmente considerados como cogumelos comestíveis.
Os cogumelos comestíveis incluem muitas espécies de fungos que são silvestres ou cultivadas. Os cogumelos facilmente cultiváveis e os comuns cogumelos silvestres estão muitas vezes disponíveis em mercados, e os mais difíceis de obter (como as apreciadas trufas e o ‘’matsutake’’) podem ser colhidos em menor escala por recolectores privados. Algumas preparações podem tornar certos cogumelos venenosos adequados para consumo.
Antes de presumir que qualquer cogumelo silvestre é comestível, deve proceder-se à sua identificação. A correcta identificação de uma espécie é o único modo seguro de garantir a comestibilidade. Alguns cogumelos que são comestíveis para a maioria das pessoas podem causa reacções alérgicas em alguns indivíduos, e espécimes velhos ou incorrectamente armazenados podem causar intoxicação alimentar. Entre os cogumelos mortais frequentemente confundidos com cogumelos comestíveis e responsáveis por muitos envenenamentos fatais encontram-se várias espécies do género Amanita, em particular, Amanita phalloides.

## Usos culinários actuais
Parte dos muitos cogumelos consumidos por humanos são actualmente cultivados e vendidos comercialmente. O cultivo comercial é ecologicamente importante, tendo existido preocupação com o desaparecimento dos fungos maiores como os cantarelos na Europa, possivelmente porque este grupo se tornou muito popular mantendo-se porém difícil de cultivar.

### Cultivo comercial

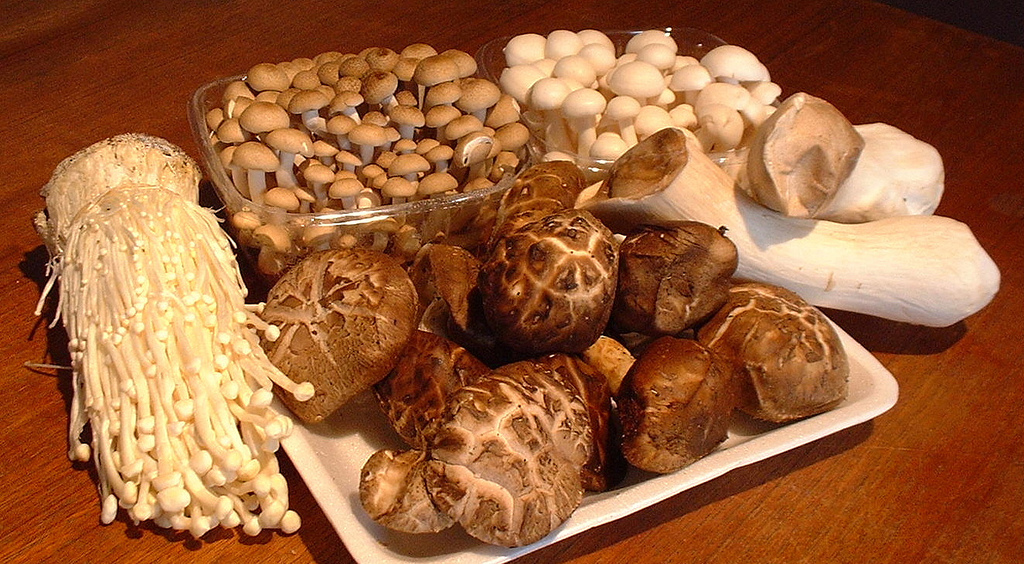
Espécies asiáticas de cogumelos comestíveis cultivados comercialmente. No sentido dos ponteiros do relógio a partir da esquerda: enokitake, buna-shimeji, bunapi-shimeji, cogumelo do cardo e shiitake.

O cultivo de cogumelos tem uma longa história, sendo cultivadas comercialmente mais de 20 espécies. São cultivados em mais de 60 países sendo a China, os Estados Unidos, Países Baixos, França e Polónia os maiores produtores no ano 2000.

### Cogumelos comestíveis silvestres colhidos comercialmente

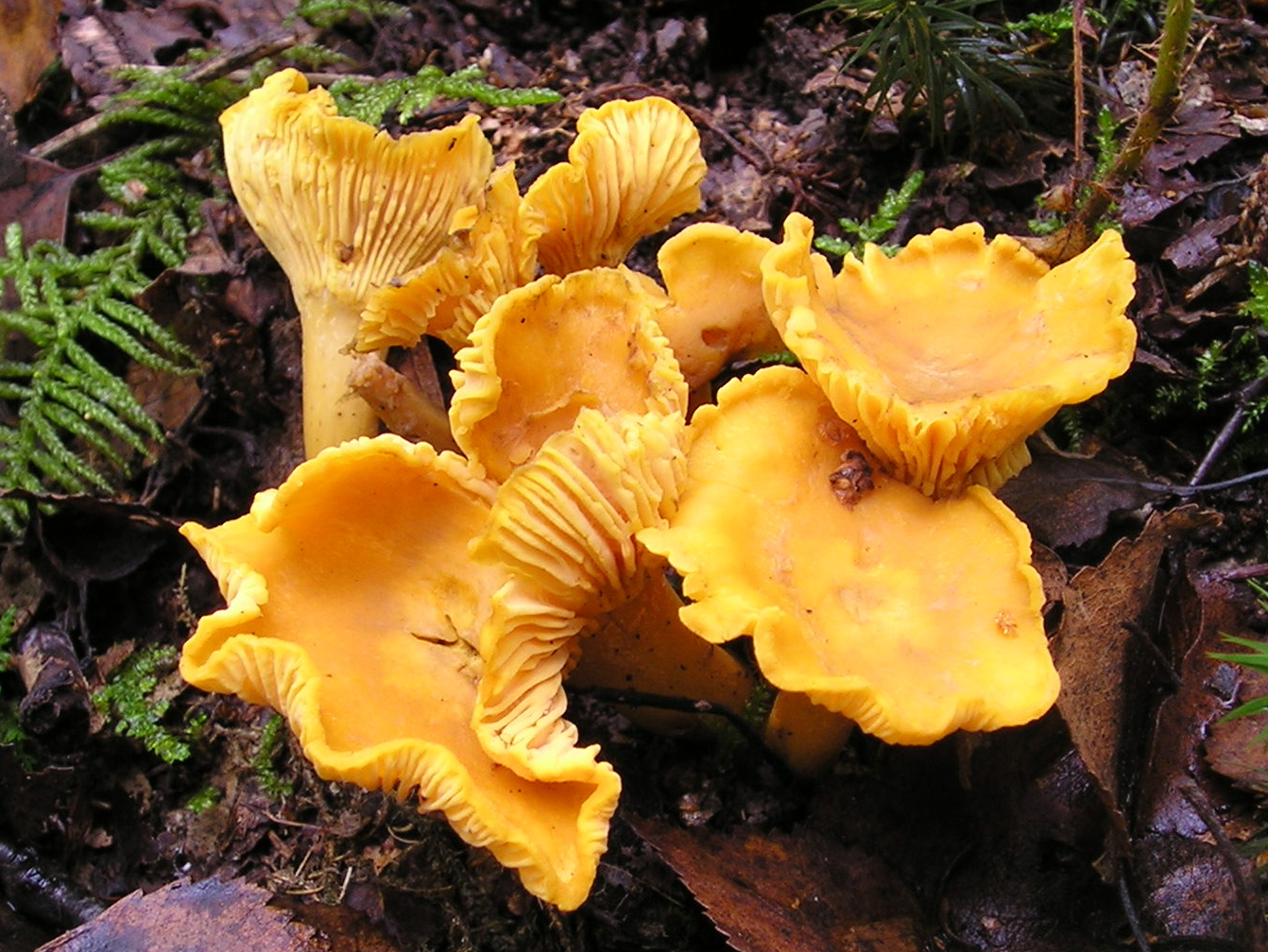
Cantarelos silvestres.

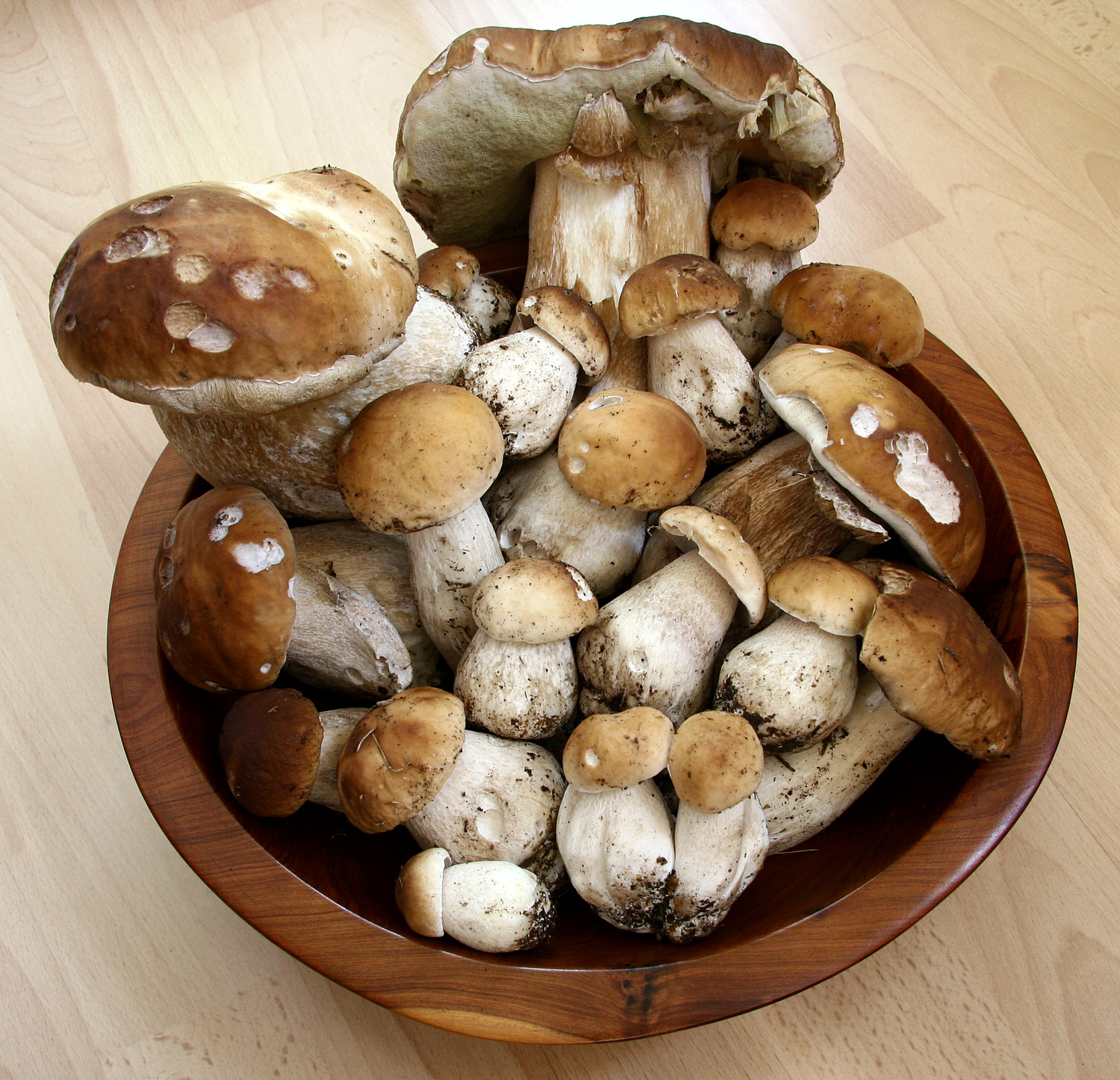
Amostras de Boletus edulis com idades várias.

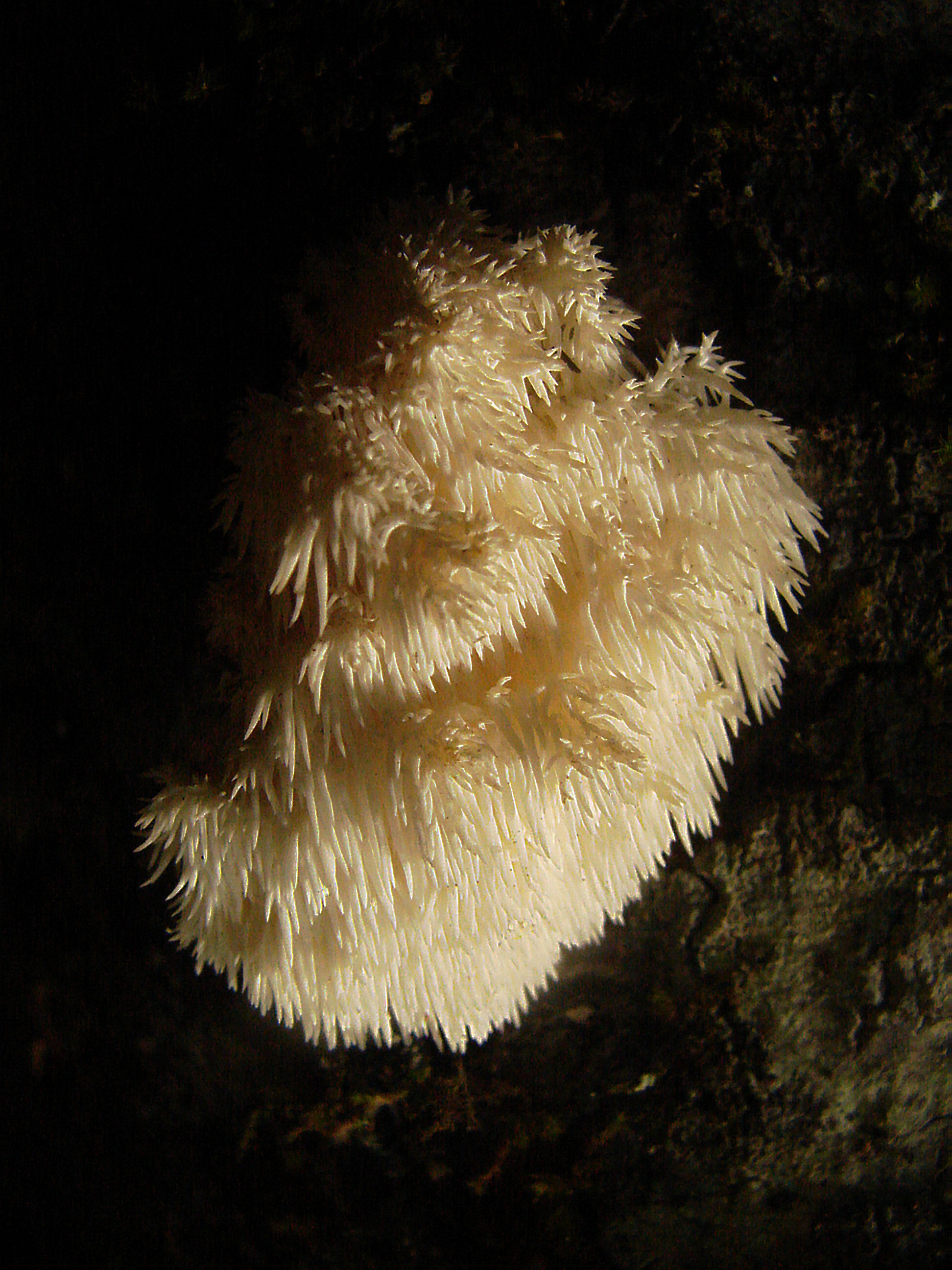
Hericium coralloides.

Algumas espécies são difíceis de cultivar; outras (em particular as espécies micorrízicas) ainda não foram cultivadas com sucesso. Algumas destas espécies são colhidas no seu estado silvestre, podendo ser encontradas em mercados. Durante a época de frutificação podem ser comprados frescos, e muitas espécies são também comercializadas secas. As espécies seguintes são normalmente colhidas no estado silvestre:
- Boletus edulis, ou cèpe-de-bordéus, nativo da Europa, conhecido em Itália como fungo porcino, na Alemanha como Steinpilz, na Rússia como "cogumelo branco", e na França como cèpe. É apreciado pelo seu sabor um pouco por todo o mundo, podendo ser encontrado em vários pratos culinários.
- Cantharellus cibarius (Cantarelo), o cantarelo amarelo é um dos melhores e mais facilmente reconhecíveis cogumelos, sendo encontrado na Ásia, Europa, América do Norte e Austrália. Existem cogumelos venenosos com aspecto semelhante, embora possam ser distinguidos de modo confiável por alguém familizarizados com as características típicas dos cantarelos.
- Cantharellus tubaeformis, o cantarelo de tubo
- Clitocybe nuda
- Cortinarius caperatus (recentemente movido do género Rozites)
- Craterellus cornucopioides – Trompeta-do-morto
- Grifola frondosa, conhecido no Japão como maitake; um grande cogumelo geralmente encontrado em ou próximo de tocos e bases de carvalhos, pensando-se que possui propriedades de ‘’Macrolepiota procera’’.
- Gyromitra esculenta é muito apreciado pelos finlandeses. Este cogumelo é mortal se ingerido cru, mas muito apreciado se escaldado.
- Hericium erinaceus
- Hydnum repandum
- Lactarius deliciosus, conhecido como sancha em Portugal, consumido por todo o mundo e muito apreciado na Rússia.
- Espécies de Morchella. Durante a colheita destes cogumelos, é necessário cuidado para o distinguir de vários cogumelos tóxicos semelhantes incluindo o mortal Gyromitra esculenta.
  - Morchella conica var. deliciosa
  - Morchella esculenta var. rotunda
- Tricholoma matsutake ou ‘’maatsutake’’, um cogumelo muito apreciado no Japão.
- Espécies de Tuber (trufas). As trufas escaparam durante muito tempo às técnicas de domesticação. Apesar de a cultura de trufas ter tido um grande desenvolvimento desde o seu início em 1808, várias espécies mantêm-se incultiváveis.
  - Tuber borchii
  - Tuber brumale
  - Tuber indicum – Trufa preta chinesa
  - Tuber oregonense
  - Tuber macrosporum – Trufa branca
  - Tuber mesentericum
  - Tuber uncinatum – Trufa preta do verão

### Outras espécies selvagens comestíveis
Por todo o mundo são consumidas numerosas espécies selvagens. As espécies que podem ser identificadas no campo (sem recorrer à química ou ao microscópio) e portanto ingeridas em segurança variam muito de país para país, ou mesmo de região para região. Esta lista é uma amostragem de espécies menos conhecidas supostamente comestíveis.
- Amanita caesarea
- Armillaria mellea
- Armillariella puiggari
- Auricularia auricula-judae
- Boletus badius
- Boletus elegans
- Chroogomphus rutilus
- Calvatia gigantea
- Clavariaceae
- Clavulinaceae
- Coprinus comatus
- Cortinarius variecolor
- Fistulina hepatica
- Gymnopilus spectabilis
- Hygrophorus chrysodon
- Hygrocype sp

- ‎Laccaria fraterna

- Laccaria laccata
- Lactarius deliciosus
- Lactarius salmonicolor
- Lactarius subdulcis
- Lactarius volemus
- Laetiporous sulphureus
- Leccinum aurantiacum
- Leccinum manzanitae
- Leccinum scabrum
- Leccinum variicolor
- Lepiota procera
- Lepsita sordida
- Lentinus velutinus

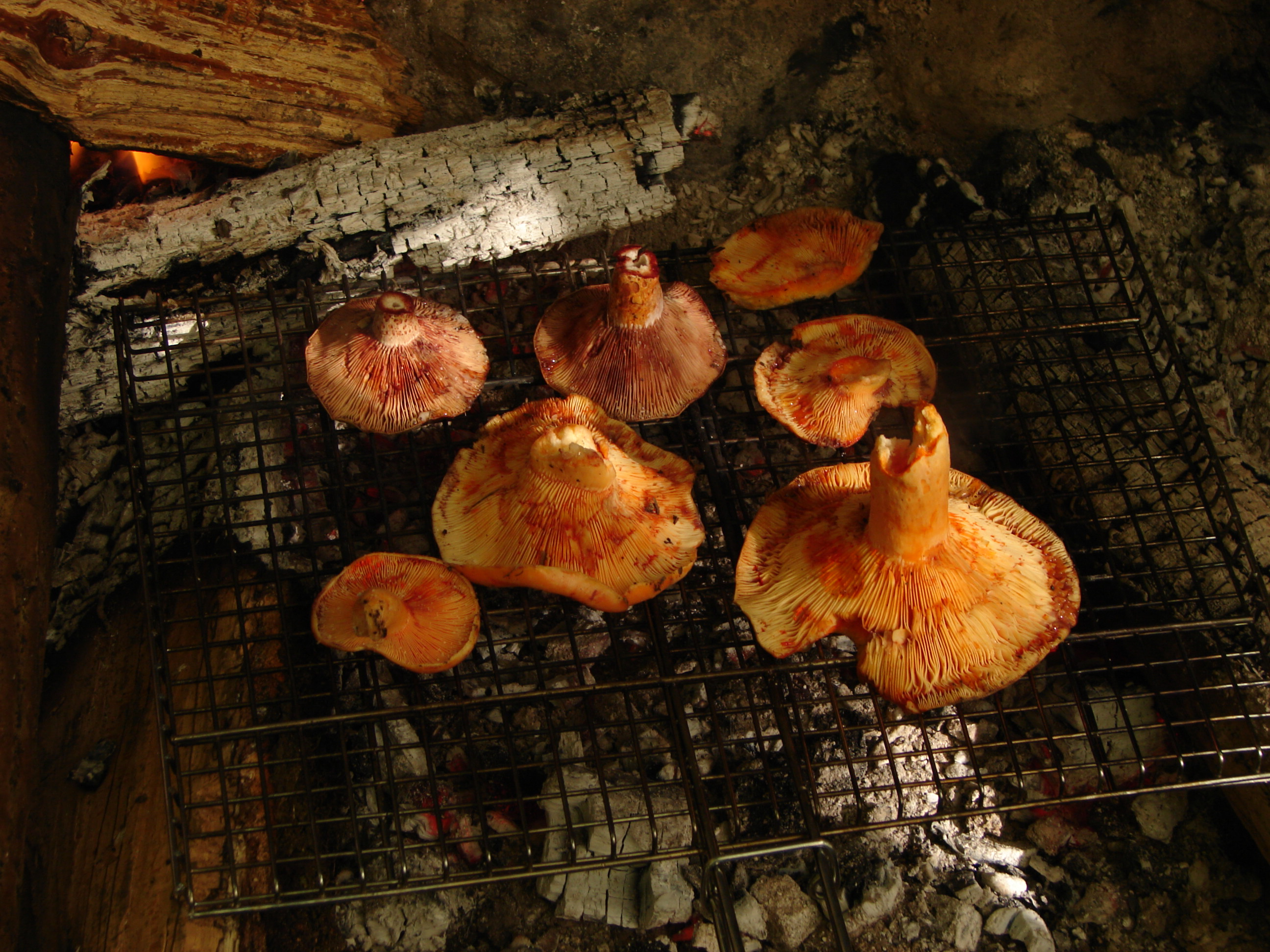
Lactarius salmonicolor.

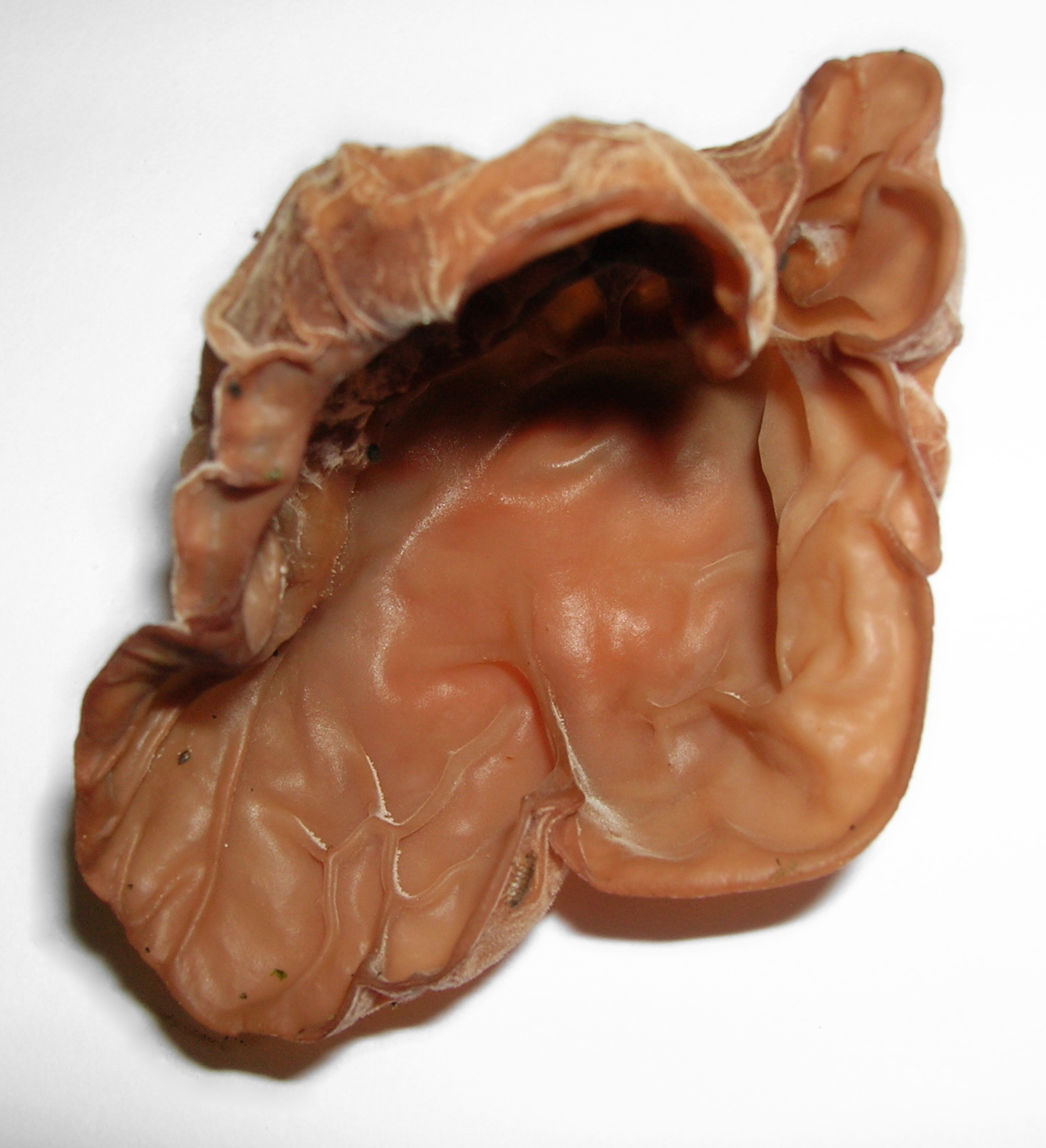
Um exemplar particularmente bem desenvolvido de Auricularia auricula-judae.

- Macrolepiota procera Amplamente distribuído nas regiões temperadas.
- Oudemansiella canarii
- Polyporus squamosus
- Polyporus sulphureus
- Polyporus mylittae
- Ramariaceae
- Rhizopogon luteolus
- Russula alguns membros deste género são comestíveis.
- Sparassis crispa
- Suillus americanus
- Suillus bovinus
- Suillus lakei
- Suillus granulatus
- Suillus luteus
- Suillus tomentosus
- Tricholoma terreum
- Volvariella sp

### Espécies condicionalmente comestíveis

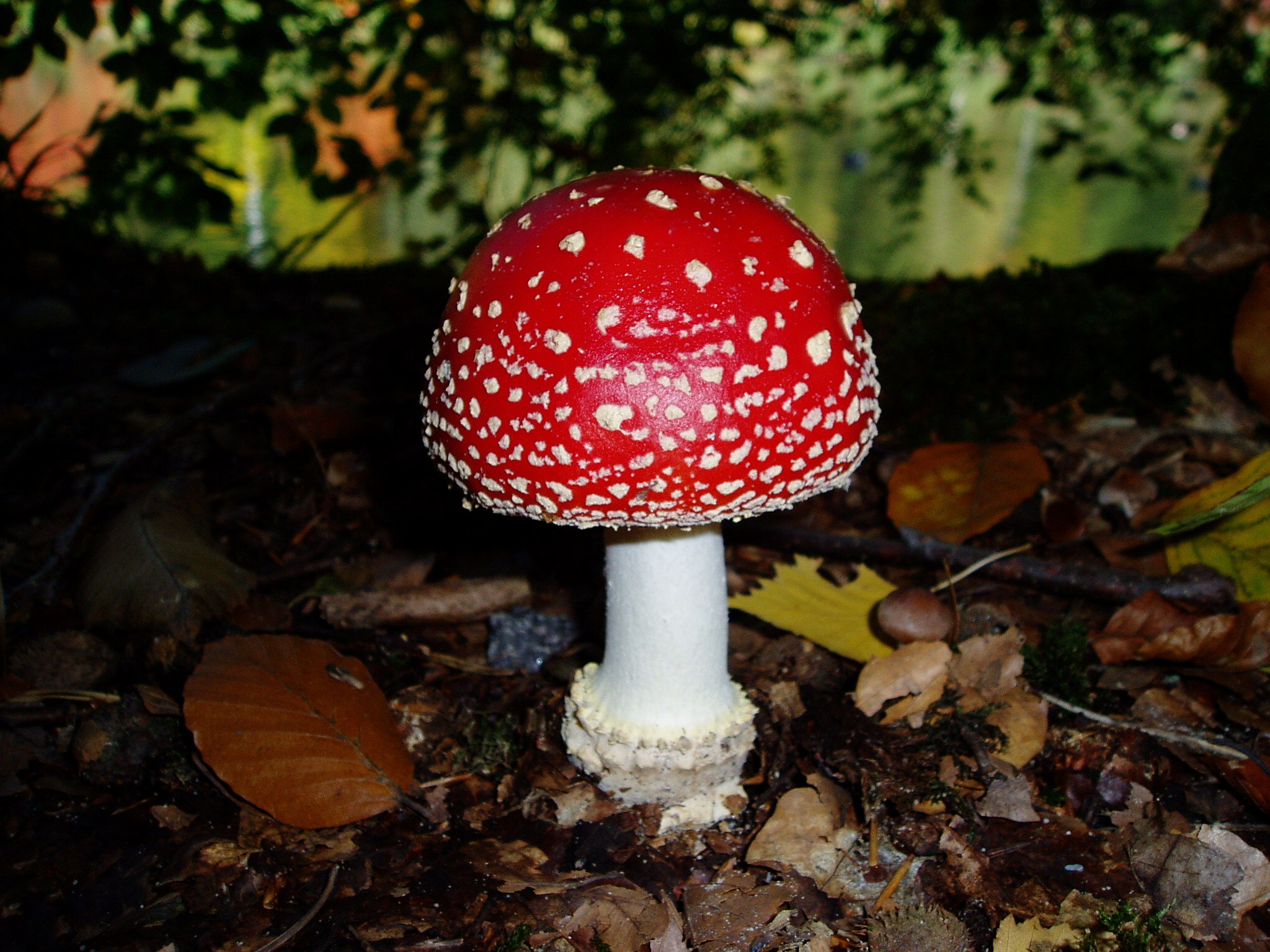
Amanita muscaria.

Existem vários fungos que são considerados de primeira escolha por uns e tóxicos por outros. Em alguns casos, a preparação adequada pode remover algumas ou todas as toxinas.
- Amanita muscaria é comestível se for cozido em água em quantidade e por um tempo suficiente e eliminado a água de cozimento, para que sejam removidas as toxinas para um nível aceitável.[6] Já os cogumelos frescos podem causar vómitos, espasmos musculares, sonolência e alucinações devido à presença de ácido iboténico e muscimol.
- Coprinopsis atramentaria é comestível sem preparação especial. Contudo, o seu consumo juntamente com álcool é tóxico devido à presença de coprina. Outros Coprinus spp. partilham esta propriedade.
- Gyromitra esculenta é comido por algumas pessoas após ser escaldado; porém, os micologistas não o recomendam. Os Gyromitra frescos são tóxicos devido à presence de giromitrina, e não se sabe se toda a toxina presente pode ser removida pelo escaldamento.
- Lactarius spp. – Com a excepção de Lactarius deliciosus o qual é universalmente considerado comestível, outras espécies de Lactarius, que são consideradas tóxicas um pouco por todo o mundo, são consumidas na Rússia em picles ou após escaldamento.[7]
- Verpa bohemica – Considerado de primeira escolha por alguns, mas foram relatados casos de toxicidade. Os cogumelos deste género contêm toxinas similares à giromitrina[8] pelo é aplicável a mesma recomendação feita para Gyromitra.

## Uso médico actual

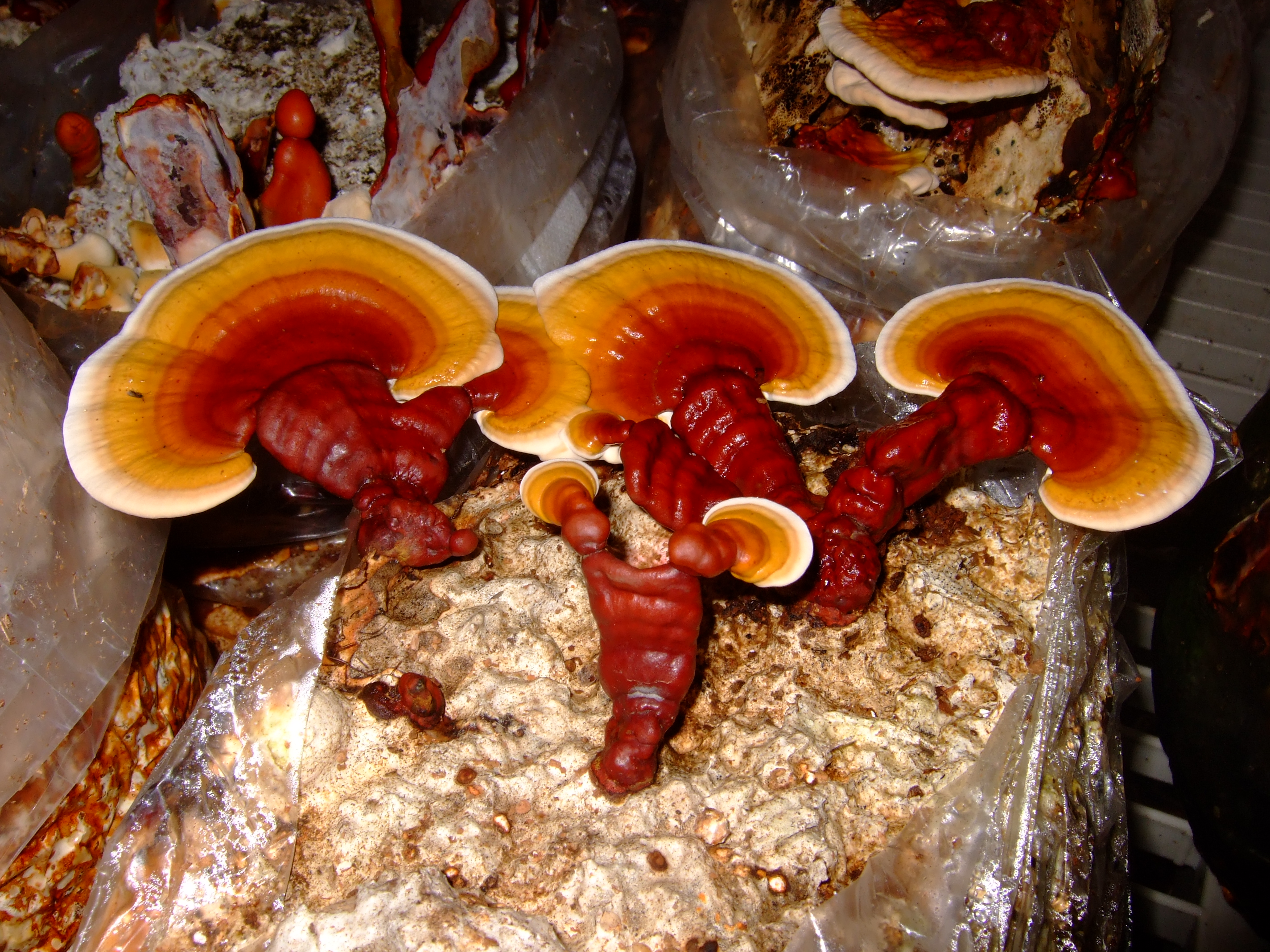
O mais bem conhecido dos cogumelos medicinais, Reishi.

Muitas espécies de cogumelos medicinais são usadas pela medicina popular há milhares de anos. O uso de cogumelos medicinais na medicina popular está mais bem documentado no Oriente. Actualmente estes cogumelos são objecto de estudo de muitos etnobotânicos e investigadores médicos. A capacidade de alguns cogumelos para inibirem o crescimento de tumores e melhorar aspectos do sistema imunitário é estudada há cerca de 50 anos. A pesquisa internacional sobre cogumelos continua actualmente, enfocada em cogumelos que possam ter actividade hipoglicémica, anti-cancerígena, anti-patogénica e de estimulação do sistema imunitário. Pesquisas recentes revelaram que o cogumelo ostra contêm naturalmente lovastatina, uma substância usada no controlo do colesterol, e que os cogumelos produzem grandes quantidades de vitamina D quando expostos à luz ultravioleta. Abaixo segue-se uma lista de cogumelos comestíveis bem conhecidos mais conhecidos pelas suas propriedades medicinais.
- Ganoderma (Reishi)
- Trametes versicolor
- Grifola frondosa (Maitake)
- Pleurotus ostreatus
- Agaricus bisporus
- Agaricus subrufescens (Agaricus blazei)
- Lentinula edodes (Shiitake)
- Inonotus obliquus

## Preparação de cogumelos comestíveis silvestres

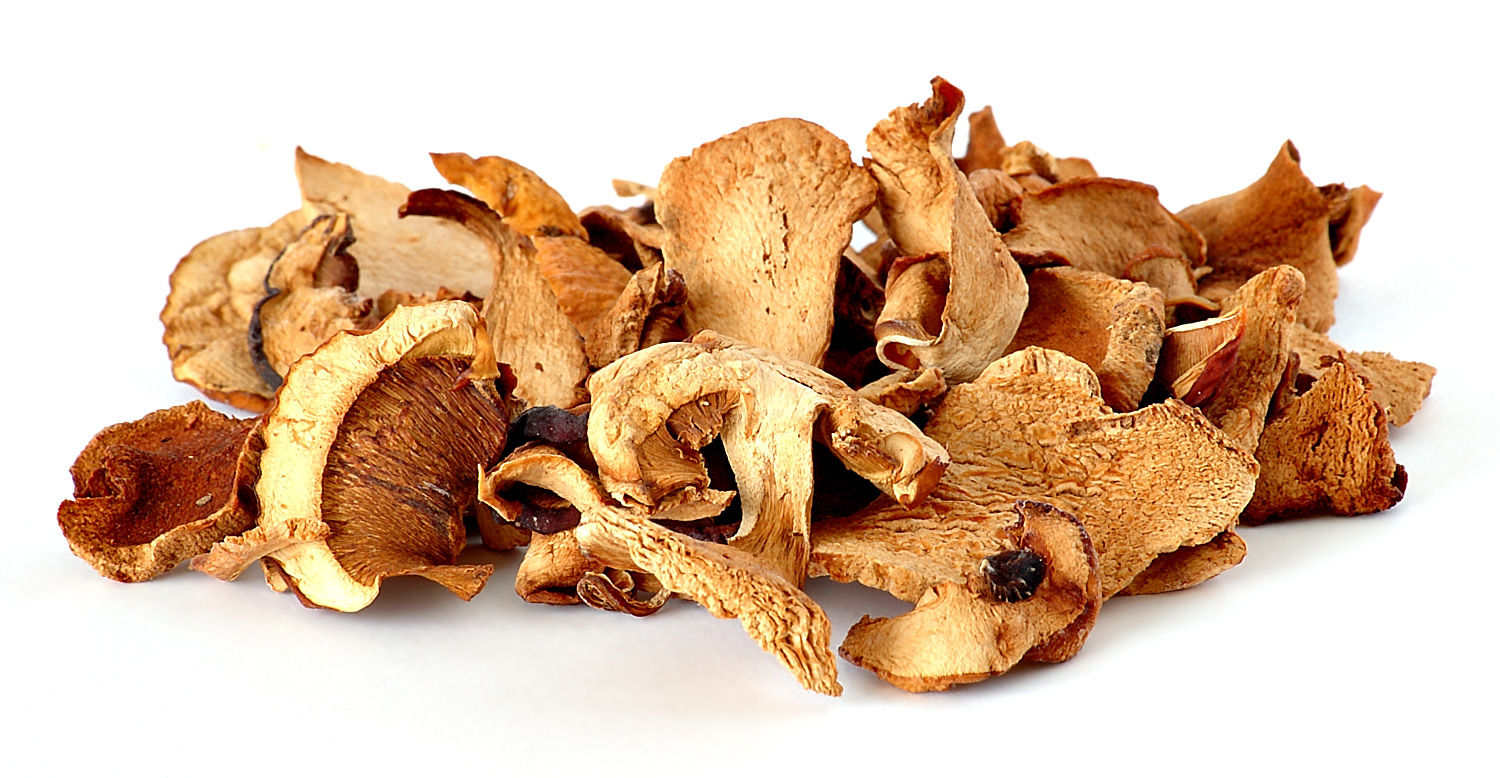
Uma coleção de cogumelos secos.

Algumas espécies silvestres são tóxicas, ou pelo menos indigestas, quando cruas. Como regra, toda as espécies de cogumelos silvestres devem ser cozinhadas antes de serem ingeridas. Muitas espécies podem ser secas e reidratadas juntando-lhes água a ferver e deixando repousar durante meia hora. O líquido de imersão pode ser usado para cozinhar os cogumelos, desde quaisquer resíduos no fundo do recipiente sejam rejeitados.
A dificuldade da tarefa de identificar cogumelos silvestres, com fins culinários ou recreativos, pode levar à ocorrência de envenenamentos graves.

## Produção
Em 2003, a China era o maior produtor mundial de cogumelos comestíveis.

## Vitamina D
Os cogumelos contêm grandes quantidades de vitamina D quando expostos a luz ultravioleta. Estes cogumelos expostos à luz ultravioleta são a única fonte vegetariana natural de vitamina D.